# Bà mẹ Anh hùng
Bà mẹ Anh hùng (tiếng Nga: Мать-героиня, Mat'-geroinya) là danh hiệu danh dự của Liên Xô được trao tặng vì đã mang và nuôi dưỡng một gia đình đông con. Mục đích của nhà nước không chỉ đơn thuần là tôn vinh những gia đình lớn, mà còn tăng cường hỗ trợ tài chính cho phụ nữ mang thai, các bà mẹ của các gia đình đông con và các bà mẹ đơn thân, và nâng cao mức độ sức khỏe bà mẹ và trẻ em. Tặng thưởng được thành lập vào năm 1944 và tiếp tục tồn tại cho đến khi Liên Xô sụp đổ vào năm 1991.

## Lịch sử tặng thưởng

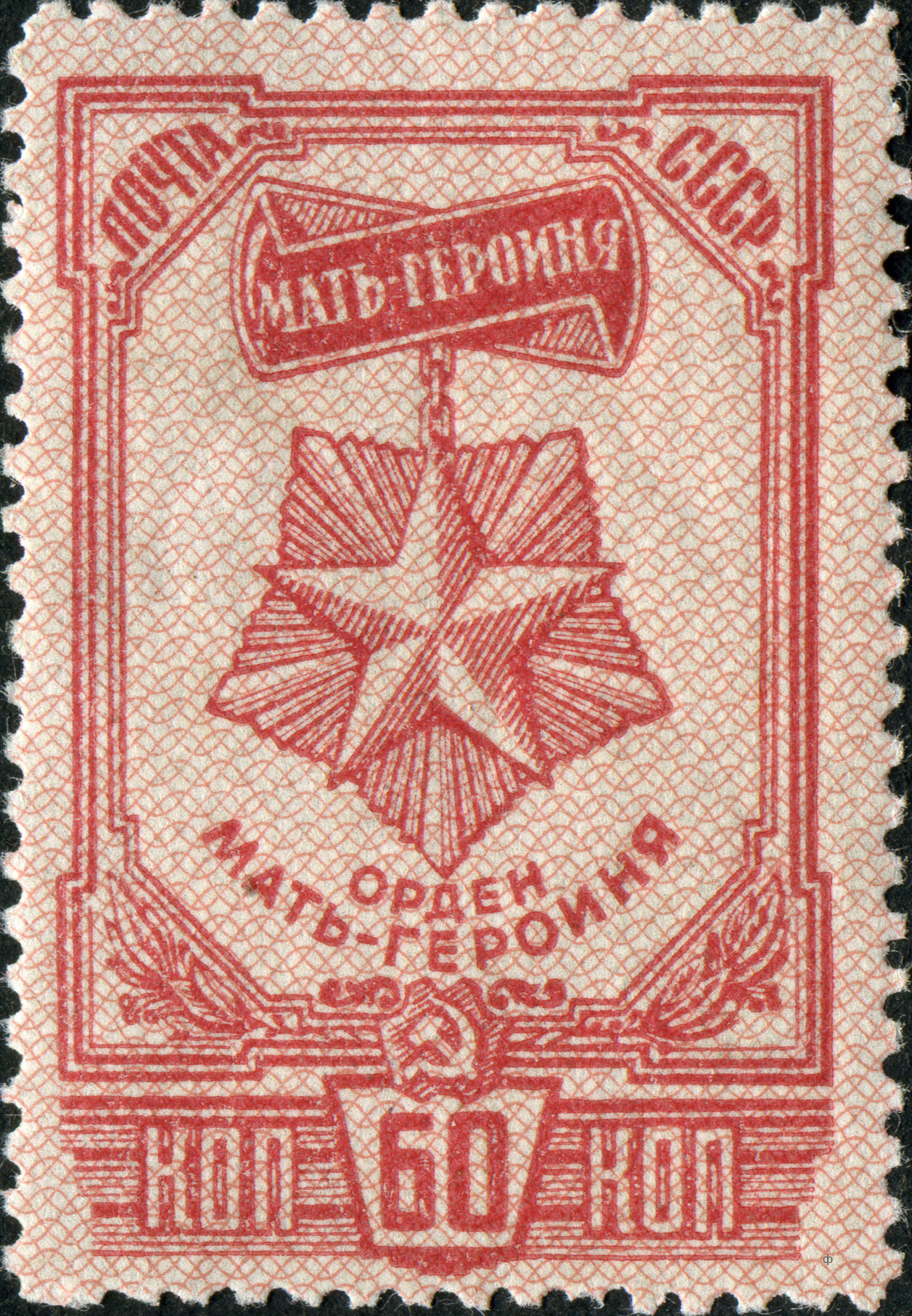
Tem Liên Xô năm 1945

Danh hiệu danh dự "Bà mẹ Anh hùng" được lập ngày 8/7/1944 theo Nghị quyết của Đoàn Chủ tịch Xô viết Tối cao Liên Xô.  Quy chế của nó, bao gồm nhiều lần tăng lương hưu nhà nước hiện có cho những gia đình hoặc bà mẹ đơn thân, đã được sửa đổi 15 lần từ khi thành lập ban đầu cho đến lần sửa đổi cuối cùng có trong Nghị quyết số 20 của Đoàn Chủ tịch Xô viết Tối cao Liên Xô ngày 7 tháng 5 năm 1986.
Danh hiệu "Bà mẹ Anh hùng" là mức độ cao nhất ở Liên Xô, được thiết lập cho những phụ nữ có công trong việc sinh ra và nuôi dạy trẻ em. Lần đầu tiên trong lịch sử nước Nga, một tặng thưởng đặc biệt được giới thiệu dành cho các bà mẹ: Huân chương Bà mẹ Anh hùng. Đáng chú ý là danh hiệu này được thiết lập trong cuộc Chiến tranh Vệ quốc Vĩ đại cướp đi sinh mạng của hàng triệu người. Hầu hết những người đàn ông hy sinh tại các mặt trận là thanh niên và trung niên. Dân số Liên Xô sụt giảm đáng kể. Việc tạo ra danh hiệu "Bà mẹ Anh hùng" và huân chương cùng tên đã nhấn mạnh đất nước cần những người trẻ tuổi khẩn thiết như thế nào vào thời điểm đó, trong một thế hệ mới xây dựng chủ nghĩa cộng sản.
Tác giả của dự án tặng thưởng là nghệ sĩ Iosif Abramovich Ganf.
Việc phong tặng danh hiệu danh dự đầu tiên "Bà mẹ Anh hùng" được thực hiện theo Nghị định Đoàn Chủ tịch Xô viết Tối cao Liên Xô ngày 27 tháng 10 năm 1944. Trong số mười bốn phụ nữ được phong tặng danh hiệu "Bà mẹ Anh hùng", Huân chương "Bà mẹ Anh hùng" số 1 và Bằng khen Đoàn Chủ tịch Xô viết tối cao Liên Xô số 1, đã được trao cho Anna Savelyevna Aleksakhina, một cư dân của làng Mamontovka, Tỉnh Moskva, bà đã nuôi dạy 12 đứa trẻ.  Trong chiến tranh, 8 người con trai của bà đã ra mặt trận, 4 người trong số họ đã hy sinh. Tặng thưởng được trao cho bà tại Điện Kremlin vào ngày 1 tháng 11 năm 1944.
Lần cuối cùng trong lịch sử Liên Xô, việc phong tặng danh hiệu "Bà mẹ Anh hùng" diễn ra theo Nghị định Tổng thống Liên Xô ngày 14 tháng 11 năm 1991.

## Quy chế tặng thưởng
Danh hiệu danh dự "Bà mẹ Anh hùng" được trao cho những bà mẹ sinh và nuôi dưỡng 10 người con trở lên. Danh hiệu được tặng kèm theo huân chương "Bà mẹ Anh hùng" và bằng khen do Đoàn Chủ tịch Xô viết Tối cao Liên Xô phong tặng. Danh hiệu được trao vào ngày sinh nhật đầu tiên của đứa trẻ cuối cùng, với điều kiện chín đứa trẻ khác (con đẻ hoặc con nuôi) vẫn còn sống.
Khi phong tặng danh hiệu Bà mẹ Anh hùng, các còn còn được tính:
- được mẹ nhận làm con nuôi theo quy định của pháp luật;
- hy sinh hoặc mất tích trong quá trình bảo vệ Liên Xô hoặc khi thực hiện các nhiệm vụ khác của quân đội, hoặc khi thực hiện nghĩa vụ của công dân Liên Xô là cứu sống con người, bảo vệ tài sản xã hội chủ nghĩa, trật tự và luật pháp xã hội chủ nghĩa, cũng như như những người chết do chấn thương, chấn động, thương tật hoặc bệnh tật trong các trường hợp cụ thể, hoặc do chấn thương công nghiệp hoặc bệnh nghề nghiệp.

Danh hiệu được lập đồng thời với Huân chương Bà mẹ Vinh quang (tiếng Nga: Орден "Материнская слава") và Huy chương Người Mẹ (tiếng Nga: Медаль материнства), dành cho phụ nữ có từ năm đến chín con.
Những người được tặng thưởng được hưởng một số đặc quyền về lương hưu, trả phí công ích, cung cấp thực phẩm và các hàng hóa khác.
Tính đến năm 1983, khoảng 371,000 tặng thưởng đã được thực hiện theo Huân chương "Bà mẹ Anh hùng". Đến ngày 1 tháng 1 năm 1995, khoảng 431,000 phụ nữ đã được trao tặng.
Huân chương "Bà mẹ Anh hùng" được người được trao tặng đeo ở phía bên ngực trái và, nếu người nhận có các huân và huy chương khác, sẽ được đặt phía trên các huân và huy chương khác.
Nếu được đeo với các danh hiệu danh dự của Liên bang Nga, thì danh hiệu này được ưu tiên hơn.

## Mô tả tặng thưởng
Danh hiệu danh dự "Bà mẹ Anh hùng" được trao kèm Huân chương "Bà mẹ Anh hùng", là ngôi sao vang với những tia bạc thẳng tỏa ra tạo thành hình ngũ giác ngược; treo kèm là một chiếc vòng mạ bạc hình bằng khen phủ men đỏ với dòng chữ phù điêu mạ vàng, "Bà mẹ Anh hùng" (tiếng Nga: МАТЬ-ГЕРОИНЯ).
Kích thước huân chương giữa các đầu đối diện của ngôi sao bạc là 28mm. Chiều cao huân chương cùng với khối là 46mm.
Đến ngày 18 tháng 9 năm 1975, hàm lượng vàng trong huân chương là 4,5 ±0,4402g, hàm lượng bạc là 11,525 ±0,974g, độ mịn của vàng là 950. Tổng khối lượng của huân chương là 17,5573 ±1,75g.

## Tặng thưởng hậu Xô viết
Sau khi Liên Xô tan rã năm 1991, tặng thưởng này đã bị bãi bỏ ở hầu hết các nước cộng hòa hậu Xô Viết.
- Ở Liên bang Nga nó đã bị bãi bỏ vào năm 1991 nhưng được thay thế vào năm 2008 bằng Huân chương Cha Mẹ Vinh quang.
- Ở Tajikistan bị thu hồi vào năm 1996 để không khuyến khích các gia đình lớn.
- Ở Ukraine bị hủy bỏ sau khi độc lập nhưng được khôi phục vào năm 2001.[3]
- Ở Kazakhstan, các bà mẹ có 10 đứa con trở lên kể từ năm 1995 đã được trao tặng thưởng Altyn Alka (Алтын алка, "Mặt dây chuyền vàng") và các bà mẹ có 8 hoặc 9 đứa con được trao tặng thưởng Kumis Alka (Кумiс алка, "Mặt dây chuyền bạc").